# 德卢瓦猿

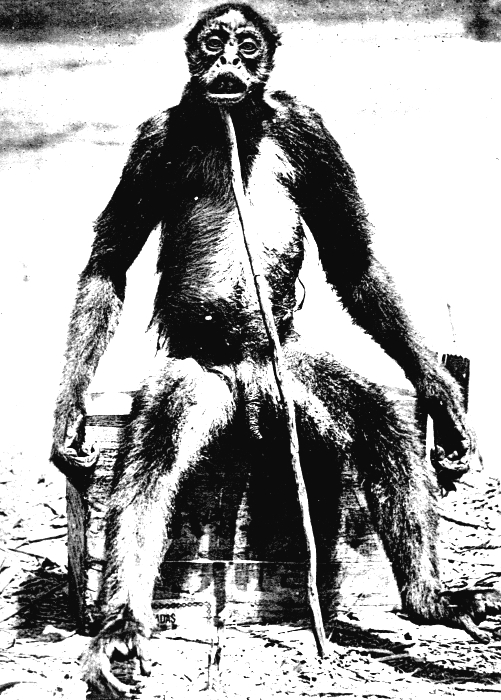
德卢瓦猿

德卢瓦猿（英語：De Loys' Ape，旧译：德洛巨猿）是指地质学家弗朗索瓦·德·卢瓦于1920年在哥伦比亚与委内瑞拉边境塔拉河发现的神秘灵长类动物。目前关于德卢瓦猿普遍认为是蜘蛛猴误认或为一场骗局。

## 目击
1920年，地质学家弗朗索瓦·德·卢瓦及其队伍在塔拉河遭遇两只约1.57米高的怪猿。由于怪猿意图攻击探险队，探险队随之开枪还击，击毙雌猿，雄负伤脱逃。之后探险队对雌猿进行摄像并开始拨皮，意图留下皮毛和头骨，但因种种原因仅有一张照片留存。